# Félix de Nicosia

Félix de Nicosia - (Giacomo Amoroso) - (1715 - 1787), huérfano de padre, fue parte de una familia siciliana muy pobre y analfabeta.

## Su vida
A los 18 años, fue a tocar a la puerta del convento para ser recibido como hermano lego, pero fue rechazado, porque no sabía ni leer ni escribir. Sin recibir un no por respuesta y sin buscar otro camino, insiste y después de 10 años de insistencia, fue finalmente recibido en Mistretta, Sicilia en la Orden de los Franciscanos Capuchinos.
Después de un año de noviciado, hace profesión religiosa y fue enviado a Nicosia, Sicilia, en donde era encargado de pedir limosna para sus hermanos. Cada día, recorría las calles tocando las puertas de ricos palacios para pedirles de compartir sus riquezas, mientras que el llevaba consuelo y socorro a los pobres. Agradecía humildemente a cada uno diciendo: « Que sea por el Amor de Dios ».
« Para él, todo existía en Dios, fuente de vida, de armonía y de paz. Fuera de Dios, no existía nada, nada verdaderamente importante. Apuesta todo en Dios, y seguramente a sí mismo. 
Su vida fue, aparentemente hecha de nada, pero al contrario, capaz de transformar todo en el Todo. También, ahí donde su vida estaba en riesgo de hundirse, ha transfigurada por el amor de Dios e inflamada en el infinito »
Cae enfermo en el mes de mayo de 1787 y muere el 31 de mayo del mismo año. Después de la supresión del convento de Nicosia, en 1864, sus restos fueron trasladados a la catedral, en mayo de 1885 y después a la nueva iglesia de los Capuchinos en 1895.

## A la gloria de los altares
- La Orden de los hermanos Capuchinos inicia el proceso apostólico de beatificación el 10 de julio de 1828 que se termina en Nicosia el 12 de julio de 1848.

- El Papa Pío IX proclama la heroicidad de sus virtudes el 4 de marzo de 1862

- El Papa León XIII lo declara beato el 12 de febrero de 1888.

- Fue canonizado el 23 de octubre de 2005 por el Papa Benedicto XVI al término del Sínodo sobre la Eucaristía y de la Jornada Mundial de las Misiones.